# Rodrigo Muniz
Rodrigo Muniz Carvalho (São Domingos do Prata, 4 de maio de 2001) é um futebolista brasileiro que atua como centroavante. Atualmente joga no Fulham.

## Carreira

### Antecedentes
Nascido em São Domingos do Prata, Minas Gerais, Rodrigo Muniz começou sua carreira no Desportivo Brasil, aonde foi vice-artilheiro do Campeonato Paulista Sub-15 em 2016, quando marcou 31 gols em 28 jogos e em 2017, jogando o Campeonato Paulista Sub-17 com 16 anos de idade, fez 16 gols e foi o artilheiro de sua equipe.

### Flamengo
Em 21 de janeiro de 2018, depois de se destacar na Copa São Paulo de Futebol Júnior de 2018 com a camisa do Desportivo Brasil, o Flamengo acertou a contratação de Rodrigo Muniz para as suas categorias de base. Em 2019, o jogador foi artilheiro do Campeonato Brasileiro Sub-20 de 2019 com nove gols, além dos 28 marcados ao longo de toda a temporada, nos seis torneios disputados pela equipe. Tendo seu contrato renovado até maio de 2024 no dia 25 de maio do mesmo ano.
No time profissional, recebeu suas primeiras chances em 2020. Sua estreia no profissional aconteceu em 18 de janeiro, entrando como substituto em um empate por 0–0 com o Macaé, pelo Campeonato Carioca de 2020. Rodrigo Muniz fez seu primeiro gol como profissional em 25 de janeiro, marcando o segundo gol de uma vitória em casa por 3–2 sobre o Volta Redonda.
Na volta às atividades após a paralisação pela pandemia de COVID-19, o jogador foi um dos chamados por Jorge Jesus para compor o elenco e ser uma de suas apostas para a sequência da temporada. Rodrigo Muniz, na sua primeira passagem pelo Flamengo, disputou 3 partidas e marcou 1 gol.

### Coritiba
Em 13 de outubro de 2020, foi anunciada a contratação por empréstimo de Rodrigo Muniz ao Coritiba, por um contrato até fevereiro de 2021. Sua estreia pelo clube paranaense aconteceu em 14 de outubro, entrando como titular em uma vitória fora de casa por 3–1 sobre o Palmeiras, pela Série A de 2020. Fazendo seu primeiro gol pelo clube apenas em 24 de outubro, em uma derrota por 2–1 para o Ceará, marcando o único gol da equipe.
Após um mês no Coritiba, retornou ao seu clube de origem a pedido do treinador Rogério Ceni em 19 de novembro de 2020, tendo disputado apenas 6 partidas e marcado um gol no clube paranaense.

### Retorno ao Flamengo
Rodrigo Muniz retornou ao Flamengo em 19 de novembro de 2020, à pedido do treinador Rogério Ceni.
Sua reestreia pelo time aconteceu em 5 de dezembro, entrando como substituto de Pedro em uma vitória fora de casa por 1–0 em um clássico contra o Botafogo, pela Série A de 2020. Seus primeiros gols após o seu retorno ao clube aconteceram em 6 de março de 2021, em uma vitória fora de casa por 2–0 sobre o Macaé, marcando os dois únicos gols da partida, pelo Campeonato Carioca de 2021.

### Fulham
Em 13 de agosto de 2021, Flamengo e Fulham chegaram a um acordo para uma taxa de transferência de Rodrigo Muniz por 8 milhões de euros com o clube brasileiro ficando com 20% de uma futura transferência. O contrato de Muniz vai até 2026 com opção de extensão até 2027.Ele marcou seu primeiro gol pelo Fulham em uma derrota por 2-1 para o Reading em 18 de setembro.
A primeira temporada do jogador, pela EFL Championship de 2021–22 foi irregular. Apesar de Muniz ter tido destaque em algumas partidas, como quando marcou um doblete na goleada do time londrino diante o Blackburn em 2021, o jogador ficou muitos jogos no banco de reservas, e por vezes sequer entrava em campo.
Apesar de seus poucos jogos, o jogador esteve na equipe que conseguiu o título da Segunda Divisão da Inglaterra ao final da temporada. Ele reserva de Mitrovic durante toda temporada, porém ainda fez 28 partidas e marcou cinco gols.

### Middlesbrough
Em 21 de agosto de 2022, Rodrigo Muniz foi emprestado ao Middlesbrough, por empréstimo de uma temporada. Em 27 de agosto, em uma partida em casa contra o Swansea City, ele fez sua estreia pelo Middlesbrough, entrando como substituto aos 57 minutos no lugar de Duncan Watmore.Em 30 de agosto, em uma partida contra o Watford, Rodrigo marcou seu primeiro gol pelo Middlesbrough. 
Pelo clube inglês, o jogador atuou pela EFL Championship de 2022–23, a segunda divisão do futebol local. O brasileiro anotou dois gols nas 17 partidas que entrou em campo, e não teve a compra efetivada ao final da temporada.
Apesar da equipe ter conseguido vaga aos play-offs de acesso à Premier League, Muniz não jogou nenhum jogo e o Boro foi eliminado pelo Coventry City na segunda partida da semifinal da competição.

### Retorno ao Fulham
De volta ao seu clube, Rodrigo pôde finalmente estrear atuando na Elite do Futebol Inglês. Na temporada de 2023–24, o jogador voltou a ter problemas com a minutagem pelo time de Londres. Com isso, outras equipes brasileiras sondaram a situação do atacante, mas não levaram o negócio adiante pelos valores solicitados.
Em 16 de março de 2024, Rodrigo Muniz anotou seu primeiro bis na vitória do Fulham sobre o Tottenham por 3 a 0, pela 29ª rodada do Campeonato Inglês. Ele abriu o placar aos (42') e o terceiro aos (61').Com os dois gols marcados ele chegou a sete gols nos últimos sete jogos que participou.
Em 12 de abril de 2024, foi eleito pelo Campeonato Inglês o melhor jogador do mês de março por um desempenho sensacional. Ele se tornou apenas o 3° atleta na história do clube a conseguir esse feito, igualando a Louis Saha (agosto de 2001) e ao australiano Mark Schwarzer (fevereiro de 2010).
Rodrigo Muniz encerrou a temporada europeia com dez gols em 33 partidas disputadas. Ele  teve grande valorização devido ao desempenho na reta final da Premier League 2023–24.

## Estatísticas
Atualizado até 6 de abril de 2024.

### Clubes
| Equipe            | Temporada         | Campeonato nacional | Campeonato nacional | Campeonato nacional | Copa nacional[a] | Copa nacional[a] | Copa nacional[a] | Competições continentais[b] | Competições continentais[b] | Competições continentais[b] | Outros torneios[c] | Outros torneios[c] | Outros torneios[c] | Total | Total | Total   |
| Equipe            | Temporada         | Jogos               | Gols                | Assist.             | Jogos            | Gols             | Assist.          | Jogos                       | Gols                        | Assist.                     | Jogos              | Gols               | Assist.            | Jogos | Gols  | Assist. |
| ----------------- | ----------------- | ------------------- | ------------------- | ------------------- | ---------------- | ---------------- | ---------------- | --------------------------- | --------------------------- | --------------------------- | ------------------ | ------------------ | ------------------ | ----- | ----- | ------- |
| Coritiba          | 2020              | 6                   | 1                   | 0                   | —                | —                | —                | —                           | —                           | —                           | —                  | —                  | —                  | 6     | 1     | 0       |
| Coritiba          | Total             | 6                   | 1                   | 0                   | 0                | 0                | 0                | 0                           | 0                           | 0                           | 0                  | 0                  | 0                  | 6     | 1     | 0       |
| Flamengo          | 2020              | 4                   | 0                   | 0                   | —                | —                | —                | 0                           | 0                           | 0                           | 3                  | 1                  | 0                  | 7     | 1     | 0       |
| Flamengo          | 2021              | 9                   | 3                   | 1                   | 2                | 1                | 0                | 1                           | 0                           | 0                           | 13                 | 5                  | 0                  | 25    | 9     | 1       |
| Flamengo          | Total             | 13                  | 3                   | 1                   | 2                | 1                | 0                | 1                           | 0                           | 0                           | 16                 | 6                  | 0                  | 32    | 10    | 1       |
| Fulham            | 2021–22           | 25                  | 5                   | 0                   | 2                | 0                | 0                | —                           | —                           | —                           | 1                  | 0                  | 0                  | 28    | 5     | 0       |
| Fulham            | 2022–23           | 0                   | 0                   | 0                   | —                | —                | —                | —                           | —                           | —                           | —                  | —                  | —                  | 0     | 0     | 0       |
| Fulham            | 2023–24           | 20                  | 8                   | 1                   | 5                | 0                | 0                | —                           | —                           | —                           | 5                  | 1                  | 0                  | 30    | 9     | 1       |
| Fulham            | Total             | 45                  | 13                  | 1                   | 7                | 0                | 0                | 0                           | 0                           | 0                           | 6                  | 1                  | 0                  | 58    | 14    | 1       |
| Middlesbrough     | 2022–23           | 17                  | 2                   | 0                   | 0                | 0                | 0                | —                           | —                           | —                           | —                  | —                  | —                  | 17    | 2     | 0       |
| Middlesbrough     | Total             | 17                  | 2                   | 0                   | 0                | 0                | 0                | 0                           | 0                           | 0                           | 0                  | 0                  | 0                  | 17    | 2     | 0       |
| Total na carreira | Total na carreira | 81                  | 19                  | 2                   | 9                | 1                | 0                | 1                           | 0                           | 0                           | 22                 | 7                  | 0                  | 113   | 27    | 2       |

- a. ^ Jogos da Copa do Brasil e da Copa da Inglaterra
- b. ^ Jogos da Copa Libertadores da América
- c. ^ Jogos do Campeonato Carioca e da Copa da Liga Inglesa

## Títulos
Flamengo
- Campeonato Brasileiro: 2020
- Campeonato Carioca: 2020
- Supercopa do Brasil: 2021

Fulham
- EFL Championship: 2021–22

### Prêmios individuais
- Melhor Jogador do Mês da Premier League: Março de 2024[47]